# En gang
En gang er en dansk musikvideo fra 2013 instrueret af Kira Richards Hansen.

## Handling
Musikvideo med Malk de Koijn. I videoen indgår optagelser fra Fucking tøs.

## Medvirkende
- Kenneth Max Petersen
- Rosalina Krøyer
- Frederik Winther Rasmussen
- Mustapha Chouaikhi
- Julius Sigurd Heilmann
- Christian Konradsen
- Kurt Nielsen
- Lars Berg